# Bossa de te

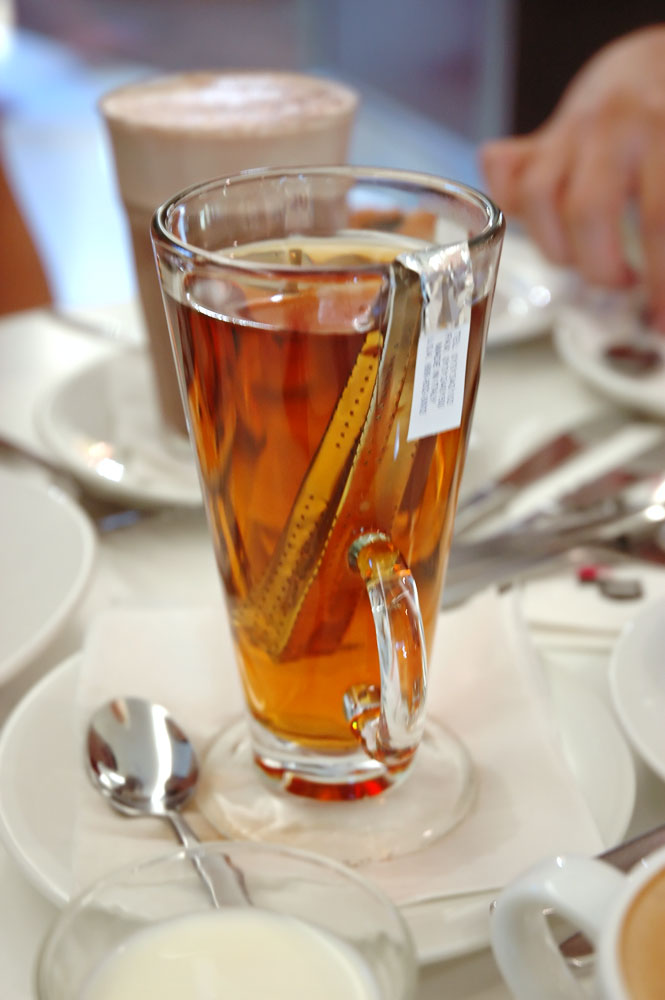
Una bossa de te submergida en una tassa de vidre.

Una bossa de te és una bossa petita segellada de paper porós, seda o niló contenint fulles de te. La bossa manté el te dins mentre es fa la infusió, de manera que resulta més fàcil retirar les fulles, fent així la mateixa funció que un infusor de te. Algunes bosses de te tenen unida un tros de cordill amb una etiqueta de paper en el seu extrems per facilitar la seva retirada i també identificar la varietat de te.
En països on és més freqüent l'ús de fulls de te soltes, el terme s'usa habitualment per a descriure un envàs de paper o cel·lofana per a aquestes fulles. Solen ser sobres quadrats o rectangulars amb la marca i el sabor impresos en ells, així com decoracions de vegades interessants.

## Història
Les primeres bosses de te es feien de mussolina de seda cosides a mà i hi ha patents d'aquest tipus que daten de data tan primerenca com 1903. Van aparèixer comercialment per primera vegada el 1904, quan van ser promocionades amb èxit pel mercader de te i cafè Thomas Sullivan des Nova York, qui va vendre les seves bosses de te per tot el món. El te solt havia de ser retirat de les bosses pels clients, que no obstant això trobaven més còmode preparar-hi. Les bosses de te modernes solen fer-se de fibra de paper.
La bossa de fibra de paper segellat per calor va ser inventada per William Hermanson, un dels fundadors de Technical Papers Corporation of Boston. Hermanson va vendre la patent a la Salada Tea Company el 1930.
La bossa de te rectangular no va ser inventada fins a 1944. Abans d'això semblaven petits saquets.

## Producció

### Tes
Una àmplia varietat de tes i tisanes està disponible en bosses. Típicament les bosses de te fan servir fannings, les restes que queden després que els trossos de fulla més grans es recullin per a la seva venda com te solt, però algunes companyies com Honest Tea venen bosses que conté fulles senceres.

### Paper

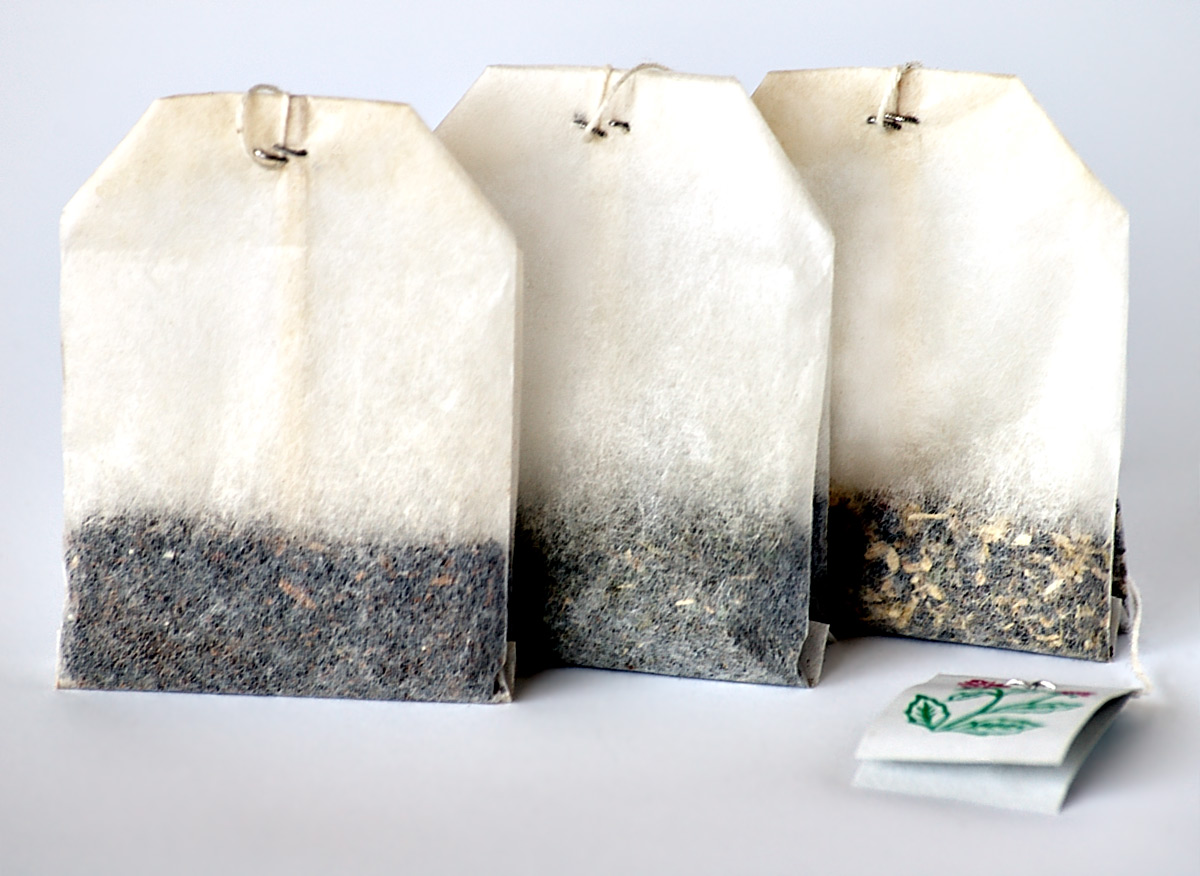
Tres bosses de paper diferents.

El paper de les bosses de te és semblant al dels filtres de cafè. Es fa amb una barreja de fusta i fibres vegetals. La fibra vegetal es blanqueja amb polpa d'abacà, un petit arbre cultivat per la seva fibra, principalment en les Filipines i Colòmbia. El paper segellables tèrmicament porta un termoplàstic, com el PVC o el polipropilè, com a component en el costat intern de la seva superfície.

### Envasat
Les principals companyies mundials de màquines d'envasat de bosses de te són MAI de Mar del Plata (Argentina) amb clients en 78 països i dissenys innovadors i IMA de Bolonya (Itàlia), que es reparteixen el 70% del mercat mundial. Una màquina estàndard de MAI pot envasar 120 bosses rectangulars per minut amb un pes de fins a 3,3 g per bossa, el que permet l'envasat de tisanes. Una altra companyia, la Tecnomeccanica italiana, té un disseny més ràpid capaç d'envasar 250 bosses piramidals per minut.

## Formes

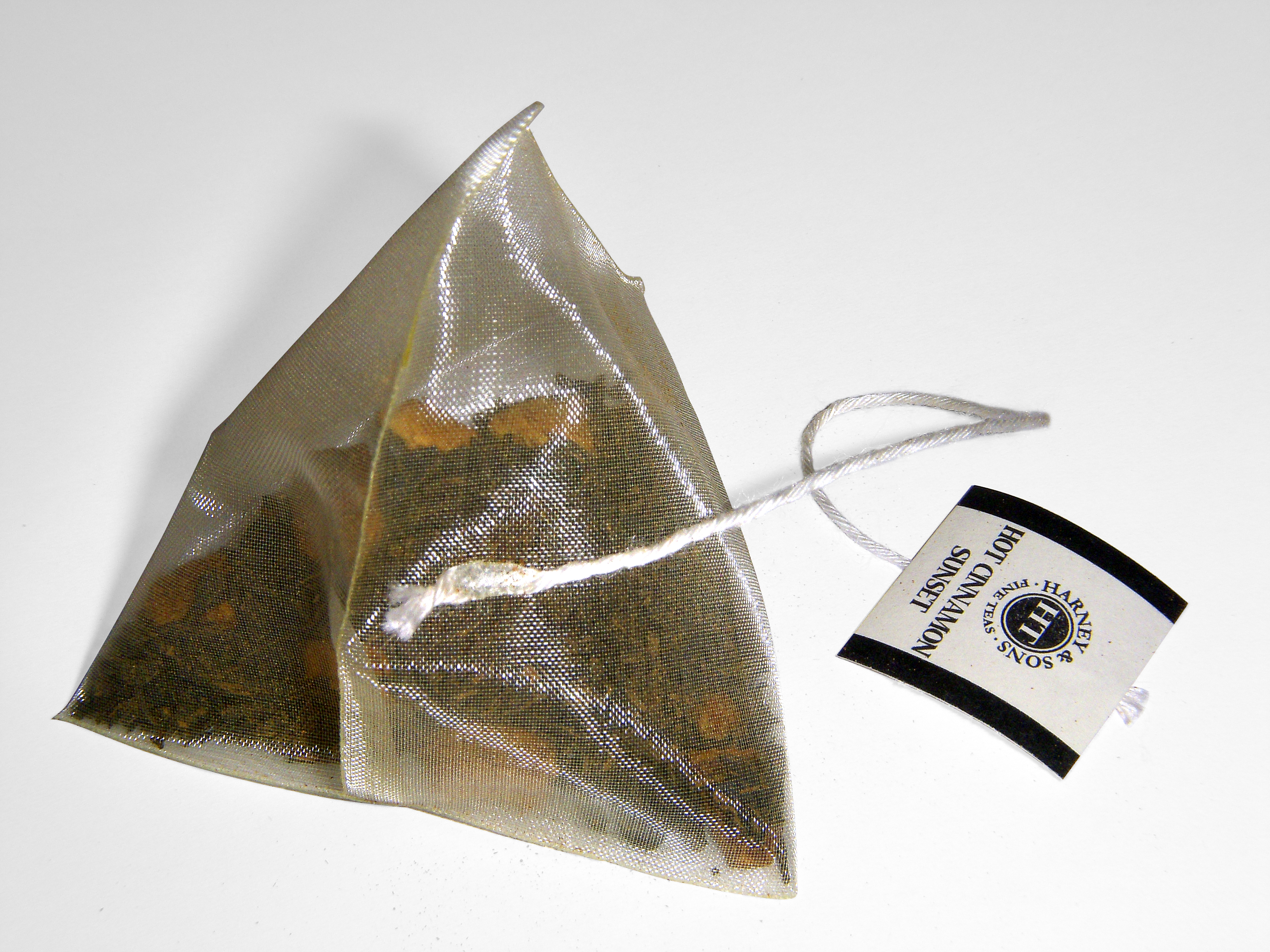
bossa de te de niló piramidal.

Tradicionalment les bosses de te han estat quadrades o rectangulars. Més recentment han arribat al mercat bosses circulars o piramidals, i sovint els fabricants afirmen que milloren la qualitat de la infusió. Aquesta afirmació, però, només se sosté amb una preparació adequada.
Una observació pràctica en el desenvolupament de la bossa de te des de la forma tradicional fins a la circular i finalment la piramidal és que la quantitat d'adhesiu usada per tancar les bosses es redueix. Podria doncs assumir que el desenvolupament no és per millorar la qualitat de la infusió sinó per reduir el cost de produir les bosses.
Els consumidors també tenen disponibles bosses de te buides per omplir-amb fulles de te ells mateixos. Aquestes solen ser bosses obertes amb una solapa llarga. La borsa s'omple amb una quantitat de fulles de te apropiada i la pestanya es tanca a dins per retenir el te. La borsa resultant combina la facilitat d'ús de les bosses produïdes comercialment amb la major varietat i millor qualitat del te en full.
A causa de la comoditat de les bosses de te, pot adquirir una àmplia varietat d'herbes tallades específicament per a aquest ús, típicament amb el gruix de les fulles entre 1 i 1,5 mm.
Les bosses de te piramidals de niló conté trossos de fulles en lloc de «restes» de te van aparèixer en el mercat per als puristes. La forma piramidal deixa més espai perquè les fulles macerin. Els ecologistes prefereixen la seda al niló a causa de qüestions de salut i biodegradabilitat.

## Cafè
El concepte de porcions mesures per endavant en bosses sol ús també s'ha aplicat al cafè, si bé no ha assolit una penetració comercial tan àmplia (de forma semblant a la penetració comercial del te instantani respecte al cafè).

## Activitats relatives a les bosses de te
Les bosses de te decorades s'han convertit en la base de grans col·leccions, i molts aficionats col·leccionen bosses de tot el món. Hi ha disponible un catàleg en línia de bosses de te per a col·leccionistes a Colnect.
El plegat de bosses de te va començar als Països Baixos, i sovint s'atribueix a Tiny van der Plas. És una variant de la papiroflèxia en la qual quadrats idèntics de paper (tallats de les bosses de te) es doblen i disposen en rosetes. Aquestes rosetes solen utilitzar per decorar targetes regal i s'han convertit en un treball manual popular tant als Estats Units com al Regne Unit des de 2000.
Les bosses de te usades fredes poden usar-se com a tractament per a les cremades solars.